# Schaalby
Schaalby település Németországban, Schleswig-Holstein tartományban. Lakosainak száma 1556 fő (2023. december 31.).

## Népesség
A település népességének változása:
| Lakosok száma | 1325 | 1563 | 1555 | 1586 | 1582 | 1556 |
|               | 1975 | 2017 | 2019 | 2021 | 2022 | 2023 |